# GitLab
GitLab je webový Git repozitář s wiki a podporou sledování chyb. GitLab hostuje účty podobně jako GitHub, ale také umožňuje, aby byl jejich software použit na serveru třetích stran. Je dostupný jako balíček Omnibus.
Software napsal Dmitrij Zaporožec a Syce Sijbrandij (CEO) v jazyce Ruby. Společnost má 37 stálých zaměstnanců a více než 700 open source přispěvatelů. Využívá ho přes 100.000 organizací, například Jülich Research Center, NASA, Alibaba, Invincea, O’Reilly Media, Leibniz-Rechenzentrum (LRZ) a CERN.

## Historie
Původně se produkt jmenoval GitLab a byl plně otevřeným softwarem šířeným pod licencí MIT.
V červenci 2013 byl GitLab rozdělen na:
- GitLab CE: Community Edition
- GitLab EE: Enterprise Edition

Licence pro Gitlab CE a Gitlab EE zůstala v té době beze změny.
V únoru 2014, GitLab ohlásil adopci Open core obchodního modelu. Z GitLab EE se stává proprietární software a obsahuje funkce, které v CE verzi nejsou.
V červenci 2015 společnost dostala dalších 1,5 milionu amerických dolarů dotací od zákazníků. GitLab využívají společnosti jako jsou Alibaba Group, IBM a SpaceX.
V září 2015 GitLab získal investici ve výši čtyř milionů amerických dolarů od Khosla Ventures.

## Partneři
Společnost GitLab licence svých produktů prodává napřímo, ale i prostřednictvím rozsáhlé partnerské sítě.
Ačkoliv GitLab svým klientům garantuje přímou podporu, někteří partneři jsou schopni zajistit celou paletu souvisejících služeb přímo na tzv. poslední míli.

## Společnost
GitLab věří, že každý by měl mít možnost přispět a podpořit filosofii svobodného software. Společnost proto veřejně publikuje příručku se strategií, směrem a historií společnosti a informacemi o správě produktu.
GitLab funguje jako distribuovaná společnost.